# Andreas Müller (peintre)
Pour les articles homonymes, voir Andreas Müller et Müller.
Andreas Johann Jakob Heinrich Müller (né le 19 février 1811 à Cassel, mort le 29 mars 1890 à Düsseldorf) est un peintre prussien.

## Biographie
Andreas Müller est le fils du peintre Franz Hubert Müller et le frère de Karl Müller, lui aussi peintre. Son père lui enseigne la peinture dès quatre ans. En 1833, il s'inscrit à l'académie de Munich, où il est l'élève de Julius Schnorr von Carolsfeld et de Peter von Cornelius. Afin d'approfondir ses connaissances en peinture à l'huile, il vient à Düsseldorf l'année suivante auprès de Wilhelm von Schadow et de Karl Ferdinand Sohn. Influencé par Ernst Deger, il se tourne vers la peinture religieuse. Adolphe de Cambridge lui passe sa première commande.
Les premières ventes lui permettent de faire un voyage en Italie à l'automne 1837 ; à Rome, il s'associe au mouvement nazaréen. Il revient à Düsseldorf deux ans plus tard et se marie.
François-Egon de Fürstenberg-Stammheim commande des fresques sur l'histoire du Christ dans l'église Saint-Apollinaire de Remagen. Il fait appel à Andreas et Karl Müller, Ernst Deger et Franz Ittenbach qui les font de 1843 à 1851.
En 1855, il devient professeur à l'académie de Düsseldorf à la place de Mosler. Dans les années 1860, Charles-Antoine de Hohenzollern-Sigmaringen demande à lui et son fils Franz de décorer le château de Sigmaringen.
En 1881, il subit un accident vasculaire cérébral qui le rend paralysé et aphasique jusqu'à sa mort.

## Famille
Andreas Müller épouse le 16 juin 1840 Maria Katharina Schweden. Entre 1841 et 1860, le couple a treize enfants (huit filles, cinq garçons) dont :
- Franz Müller, peintre.
- Karl Hubert Maria Müller, sculpteur.